# Original Sin (chanson)
Pour les articles homonymes, voir Original Sin.
Singles de INXS
Black and White
(1983) I Send a Message
(1984)
Pistes de The Swing
Melting in the Sun
Original Sin est une chanson interprétée par le groupe de rock australien INXS écrite par Michael Hutchence, composée par Andrew Farriss et produite par Nile Rodgers. Sortie en single en décembre 1983, elle figure dans l'album The Swing qui sort en mai 1984.

## Historique
Le chanteur et parolier Michael Hutchence a déclaré que la chanson parle de la façon dont les enfants sont conditionnés par les croyances transmises par leurs parents, de la manière dont on grandit à travers ces idées ou bien en s'en débarrassant en se forgeant ses propres idéaux.
Le producteur Nile Rodgers a suggéré de modifier les paroles originales du refrain qui étaient « Dream on white boy, dream on white girl » et qui sont devenues « Dream on white boy, dream on black girl » et « Dream on black boy, dream on white girl », donnant un côté multiculturel qui renforce l'impact du refrain,.
Le chanteur américain Daryl Hall a été invité à participer aux chœurs.
Le single connaît un grand succès, il atteint ainsi la première place des classements australiens au début de l'année 1984 et contribue à faire connaître le groupe internationalement, notamment en France où il entre dans le Top 5 durant l'été 1984. Il passe cependant inaperçu au Royaume-Uni où INXS ne commencera à rencontrer un certain succès qu'à partir de 1986.
L'album sorti par INXS en 2010, où le groupe réinterprète plusieurs de ses succès, est nommé Original Sin en référence à cette chanson.

## Autres versions
En 2006, le DJ et animateur de radio Kash utilise un sample de la chanson sur son single intitulé Dream On Black Girl (Original Sin) qui se classe 55e en France,.
En 2010, INXS accompagné du chanteur américain Rob Thomas et de la rappeuse cubaine DJ Yaleidys enregistre une nouvelle version de Original Sin, extraite de l'album du même titre, qui arrive en tête du classement des titres les plus diffusés en discothèque aux États-Unis, le Hot Dance Club Songs, en juin 2011. 

## Classements hebdomadaires

### Version originale
| Classement (1984)                      | Meilleure place |
| -------------------------------------- | --------------- |
| Australie (Kent Music Report)          | 1               |
| Belgique (Flandre Ultratop 50 Singles) | 29              |
| Belgique (VRT Top 30 Flanders)         | 20              |
| Canada (Top Singles)                   | 20              |
| États-Unis (Billboard Hot 100)         | 58              |
| France (IFOP)                          | 2               |
| Nouvelle-Zélande (RMNZ)                | 6               |
| Pays-Bas (Single Top 100)              | 31              |
| Pays-Bas (Nederlandse Top 40)          | 29              |
| Suisse (Schweizer Hitparade)           | 23              |

### Kash vs INXS
| Classement (2006) | Meilleure place |
| ----------------- | --------------- |
| France (SNEP)     | 55              |

### INXS feat. Rob Thomas and introducing DJ Yaleidys
| Classement (2011)                 | Meilleure place |
| --------------------------------- | --------------- |
| États-Unis (Hot Dance Club Songs) | 1               |